# Эссиен, Фло Окон
Окон Эссиен Фло (англ. Okon Essien Flo; 31 декабря 1981, Калабар) — нигерийский футболист, нападающий.

## Карьера
Окон Фло — воспитанник клуба «Калабар Роверс», за который выступал с момента поступления в школу. За основной состав команды, выступавшем во втором дивизионе чемпионата Нигерии, он сыграл 1 сезон, в 1997 году. После этого он перешёл в клуб высшего нигерийского дивизиона, «Иглз Семент», где провёл 2 года. В 1999 году Фло перешёл в стан клуба «Шаркс» (Порт-Харкорт). В декабре 2000 года Фло прошёл просмотр в бельгийском клубе «Руселаре», однако не смог заключить с ним контракт из-за проблем с трансфером. В 2001 году Фло вернулся в «Иглз Семент» и выиграл в её составе Кубок Нигерии.
В том же году Фло поехал на просмотр в Россию, в клуб «Крылья Советов», где он и два других африканских новичка долго не могли дебютировать из-за потерянного багажа и затянувшейся выдачи виз. После дебюта Фло проявил себя хорошо, регулярно забивал в товарищеских матчах, однако контракт с ним не подписали из-за опасений, что нигериец не сможет адаптироваться к российскому футболу и образу жизни. Вскоре Фло был приглашён на просмотр в московский «Спартак». 30 июля 2001 года Фло стал игроком «Спартака». 12 августа он дебютировал в составе красно-белых в матче чемпионата России с «Сатурном». Всего в своём первом сезоне он провёл 3 матча за основной состав «Спартака». В феврале 2002 года, после полугода в команде, Фло был выставлен на трансфер, однако остался в клубе ещё на 2 года, сыграв в 18 матчах, включая 2 игры в Лиге чемпионов.
После ухода из Спартака в 2003 году некоторое время не выступал, а затем перешёл в «Долфинс». В 2008 году оказался в клубе Первого дивизиона Вьетнама «Донгтхап». Команда заняла 3-е место и, обыграв в стыковом матче «Биньдинь», вышла в V-лигу. В 2009 году Фло перешёл в «Тэйнинь». В своём первом матче в чемпионате отметился дублем в ворота клуба «Донгнай». Всего в чемпионате 2009 года Фло забил за «Тэйнинь» 6 мячей, а его команда заняла в Первом дивизионе 6-е место.

## Факты
- Фло часто обижался, после чего кусал обидчика. В частности, от зубов Фло пострадал Александр Шикунов, ассистент тогдашнего владельца «Спартака» Андрея Червиченко, укушенный им за палец[12].
- Фло часто забывал надеть рубашку и ходил неодетым[13].
- По мнению Павла Погребняка, Фло был «самый чудной» из «тех темнокожих, которые попадали в „Спартак“», удивляя «безбашенностью» и тем, что ему «было плевать на всё и всех»[12].
- Когда Фло, ещё не заявленный за «Спартак», впервые наблюдал с трибуны матч в России, он был задержан милицией за то, что помочился прямо за воротами. Когда его задержали, он оказывал сотрудникам правопорядка сопротивление и кричал, что на его родине все так делают[14].
- Фло не выплатил причитающийся гонорар своему агенту Георгию Градеву, после чего последний в январе 2008 года обратился в ФИФА[15].

## Достижения
- Обладатель Кубка Нигерии (1): 2001
- Бронзовый призёр чемпионата России (1): 2002
- Лучший бомбардир чемпионата Нигерии (1): 2001[3]